# Campanularia costata
Campanularia costata is een hydroïdpoliep uit de familie Campanulariidae. De poliep komt uit het geslacht Campanularia. Campanularia costata werd in 1979 voor het eerst wetenschappelijk beschreven door Gravier-Bonnet. 